# 飯豊山

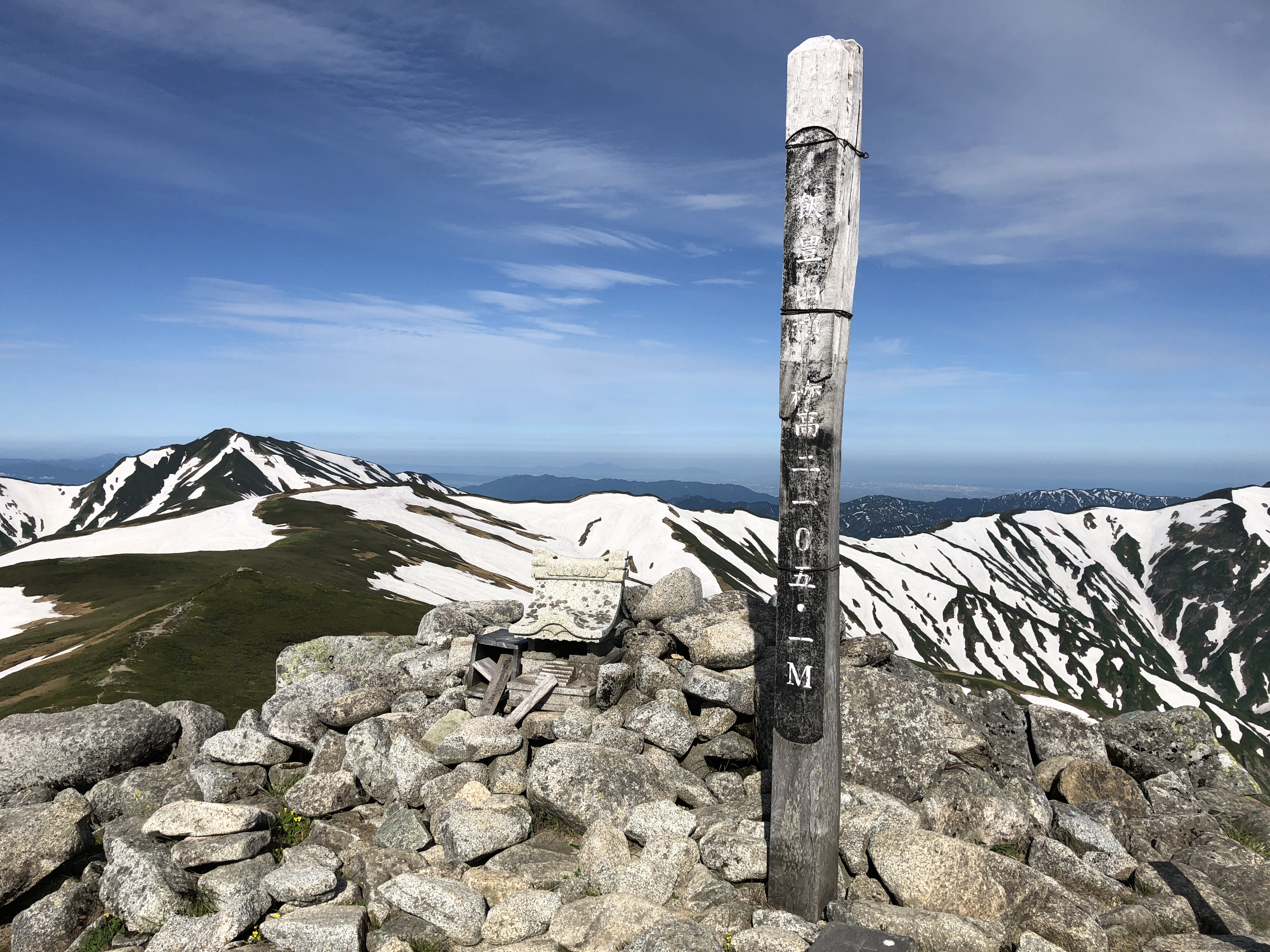
飯豊山山頂2,105.1ｍ

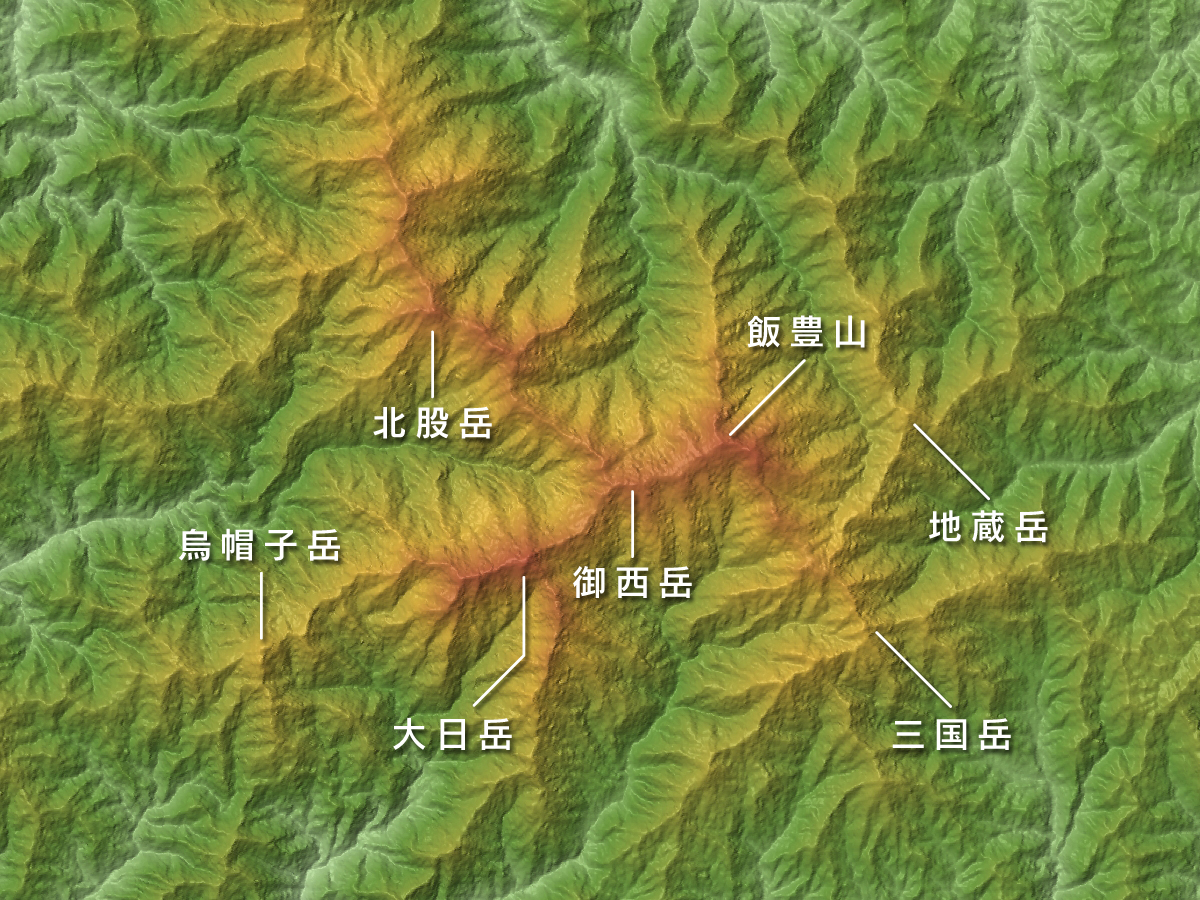
飯豊山周辺の地形図

飯豊山（いいでさん）は、飯豊山地の標高2,105.1 mの山である。主峰は、通称飯豊本山とも呼ばれることもあるが、国土地理院地図における表示は飯豊山のみである。

## 概要
磐梯朝日国立公園内に位置し、可憐に咲く高山植物が有名で、日本百名山や東北百名山、やまがた百名山のひとつに数えられている。飯豊連峰の最高峰は、標高2,128 mの大日岳である。
飯豊山の山体は、福島県・新潟県・山形県の3県県境に位置する。飯豊山南東の三国岳から、飯豊山山頂を経て御西岳に至る登山道付近は福島県所属とされており（このため、福島県は三国岳から飯豊山方面へ細長く突出した県境を有している）、飯豊山山頂は福島県喜多方市に所属する。「へその緒」にもなぞらえられる特異な形状の県境は、山岳信仰の対象とされてきた飯豊山（飯豊山神社）の帰属をめぐって明治時代に紛争が発生し、それを落着させるため生じたものである。

### 山名の由来
飯豊山の名の由来には諸説あり、確定していない。福島県会津地方では「いいとよさん」とも呼び、雪化粧した山容が飯を豊かに盛った様子に見えることから、この名がついたとされる。
陸奥国風土記逸文には飯豊山の名の由来について、以下の2つの伝承が記されている(飯豊青皇女の項目も参照のこと)。
飯豊(いいとよ)を歴史的仮名遣いで表記すると、「いひとよ」となる。「いひとよ」とは古代日本語でフクロウをさす言葉であり、それが語源であるという説もある。他にも、山麓に温泉(湯ノ平温泉)があることから「湯出(ゆいで)」が変化したものだとする説がある。
また、飯豊山が飯豊本山と呼ばれることがあるが、これは飯豊連峰の盟主として「本山」を付けて呼称した可能性や、神仏習合時代に山岳信仰の拠点である飯豊山神社奥宮を指して仏教方式に本山と称したものが飯豊山本体と混同された可能性があり、またそれが飯豊山を指すときに飯豊連峰の他の山々と区別する際に分かりやすかったことなどから定着した可能性などが考えられる。

### 「へその緒」県境
飯豊山頂の南側一帯（近代の東蒲原郡）は、古代律令制のもとで越後国蒲原郡に属する地域であったものの、中世以降陸奥国会津地方と一体化し、江戸時代にも会津藩領であった。飯豊山神社は会津の領主の保護を受け、また会津の人々の崇敬の対象となっていた。
明治期の行政区画再編の過程で、1886年（明治19年）に東蒲原郡が新潟県に編入されることになり（東蒲原郡#新潟県へ移管参照）、山頂も実川村（現在の新潟県阿賀町）所属とされて新潟県に移管されることとなった。しかし、麓宮がある耶麻郡一ノ木村（現在の喜多方市）が強く反発し、飯豊山神社は麓宮と奥宮で一つの神社であると主張。1907年（明治40年）に内務大臣の裁定により一ノ木村の主張が認められ、神社の敷地とその参道（山頂一帯と登山道）が福島県に帰属することとなった。
「へその緒」県境は奥宮社殿や飯豊山頂のあるエリアからさらに西へ伸びており、御西岳の西方に至る。奥宮社殿以西にもかつては飯豊山信仰の祠が点在し、「奥」と呼ばれて神社の敷地と見なされる土地であった。御西岳にはかつては茶屋があった。

## 飯豊連峰の主な山
- 飯豊山 (2,105.1 m) ：飯豊連峰の盟主であり、15分ほど離れた場所には山岳信仰の拠点である飯豊山神社が置かれている。晴れた日には月山、日本海、佐渡島、朝日岳、磐梯山、猪苗代湖などが望める。飯豊山神社

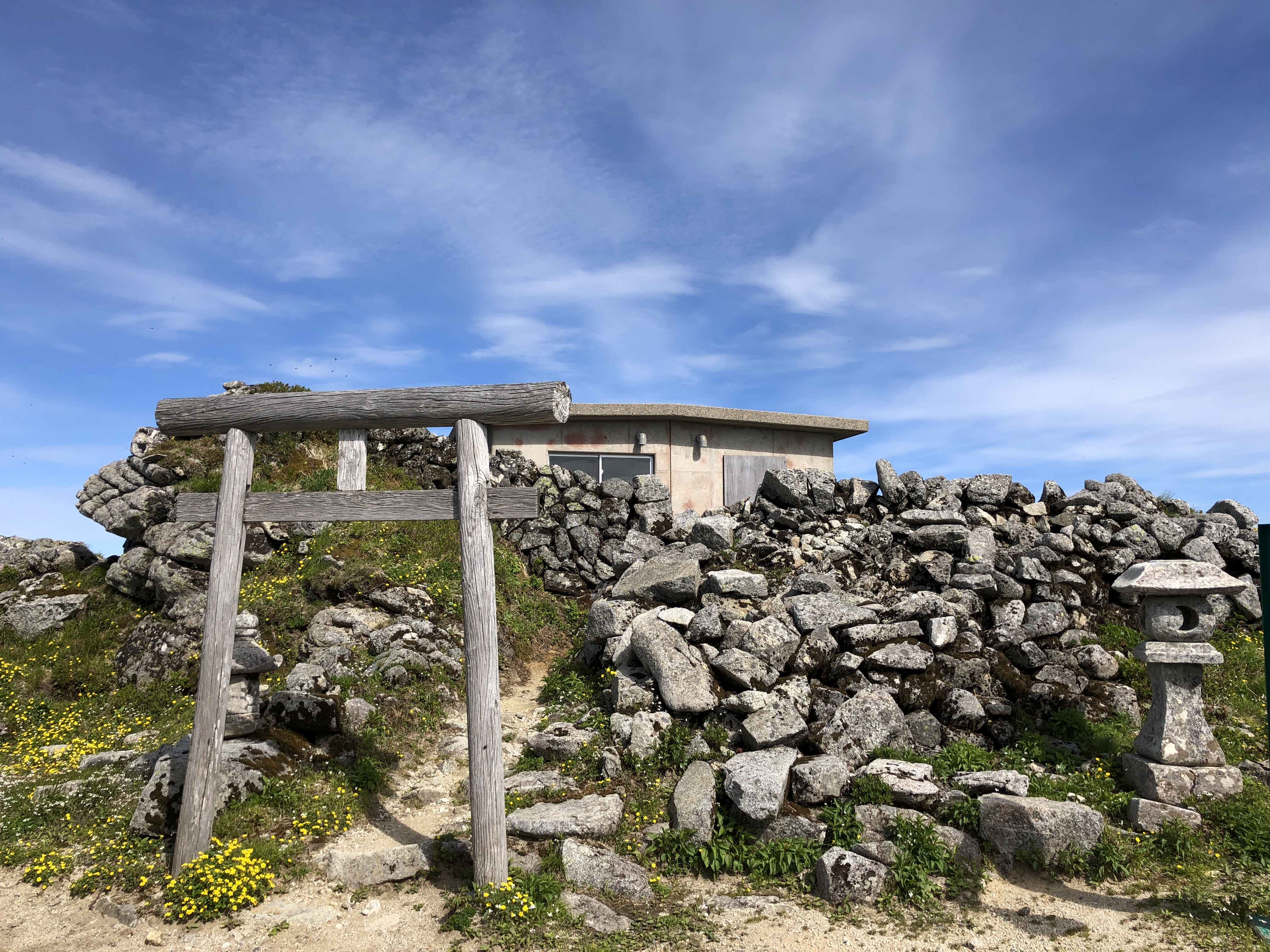
飯豊山神社

- 大日岳 (2,128 m) ：飯豊連峰の最高峰[2]
- 北股岳 (2,024.9 m)
- 烏帽子岳 (2,017.8 m)
- 御西岳 (2,012.5 m)
- 三国岳 (1,644 m)
- 地蔵岳 (1,539 m)

## 山岳信仰
652年（白雉3年）、知同和尚と役小角が開山したとされる古い山岳信仰の場である。飯豊山大権現を祀る修験の場として栄え、江戸時代初期までには修験道の修験者が多く訪れた。元禄期以降は修験色は弱まり、稲作信仰、成人儀礼、死者供養などを中心とする庶民信仰の形態に移行した。
また、明治初年の神仏分離によって飯豊山神社となり、地域住民から崇敬された。特に太平洋戦争前までは、飯豊山への登頂は少年の成人儀式として用いられたことから地域との密着性が高まった。15歳までに登頂しなかったものは一人前として認めてもらえなかった（通過儀礼も参照）ことから、盛んに集団登山「御山駆け」が行われていたのである。終戦後は、こうした習慣が廃れはしたものの、女人禁制が解除され、多くの登山者が訪れる山として変貌した。前述したように県境の設定の原因にもなった。

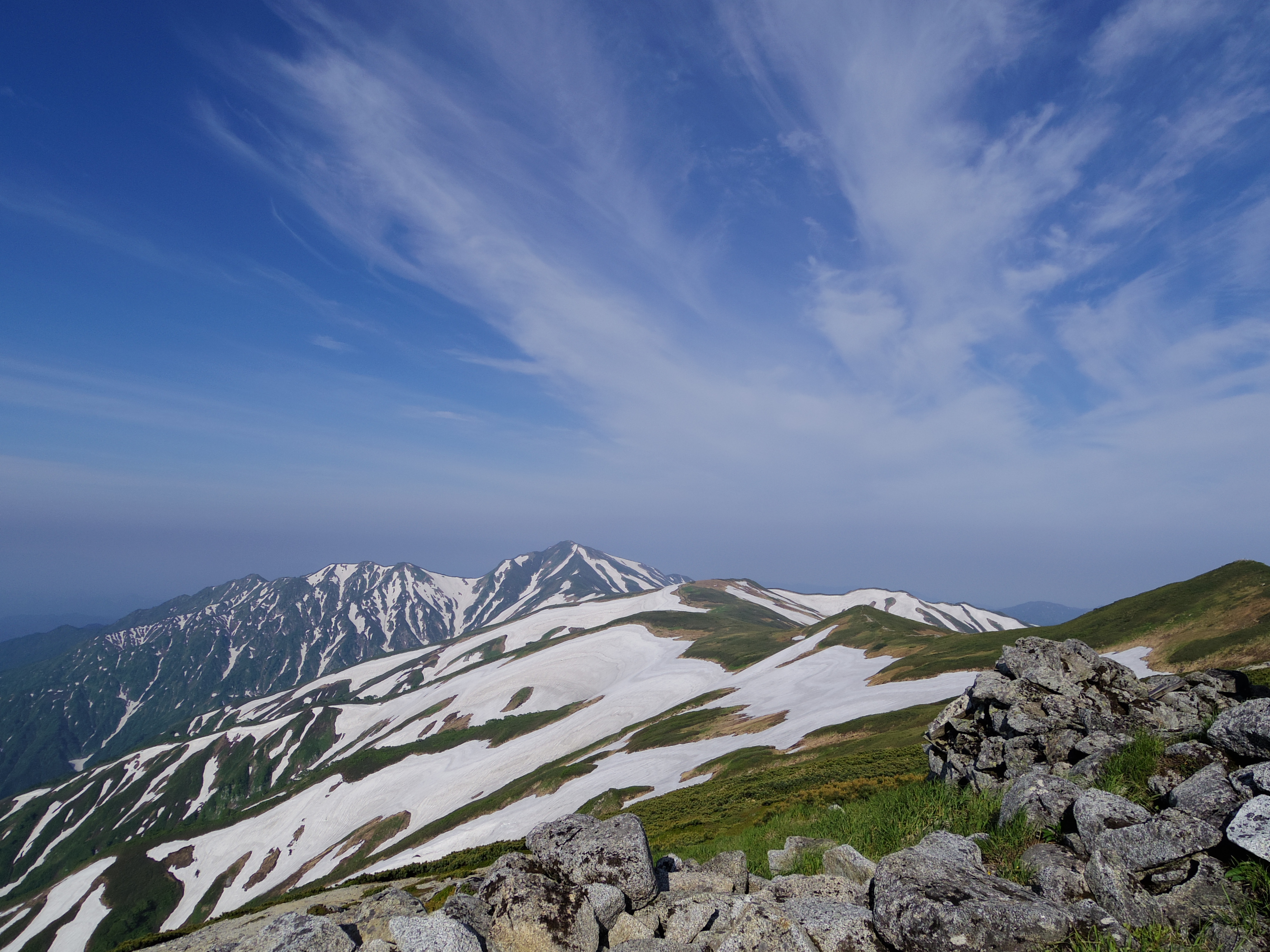
飯豊連峰最高峰の大日岳（写真中央）

## 登山
四方から登山道が整備されているが、飯豊山地は朝日山地と並び東北アルプスの異名を持ち、山容が非常に大きく万年雪も残るため、充分な装備が必要である。環境省が歩道を整備し環境保全に努めている。また3県、3市4町1村からの登山アクセスが可能なためルートによっては各案内箇所が変わるため注意が必要である。

### アクセス
- 一ノ木（川入）登山口（福島県喜多方市）：磐越西線山都駅下車。夏季はバスあり。
- 奥川（弥平四郎・やへいしろう）登山口（福島県西会津町）：磐越西線徳沢駅下車。夏季はバスあり。
- 実川（さねがわ）登山口（新潟県阿賀町）：オンベ松尾根。磐越西線日出谷駅下車、タクシー利用。
- 大日杉（だいにちすぎ）登山口（山形県飯豊町）：適当な下車駅がないが、タクシーを用いる場合は最寄り駅は米坂線羽前椿駅。
- 飯豊山荘 - 温身平（ぬくみだいら）登山口（山形県小国町）石転び沢コース、ダイクラ尾根コース、梶川尾根、丸森尾根：夏期登山シーズン中は飯豊山荘まで米坂線小国駅よりバスあり。周回が可能なため、自家用車でこの登山口から入る人が多い。
- 胎内登山口（新潟県胎内市）：足の松尾根。羽越本線中条駅下車でタクシー利用。以前は門内岳に向かう胎内尾根も用いられていたが、廃道。
- 上赤谷口（新潟県新発田市）：オーイン尾根。羽越本線新発田駅下車、タクシー利用。途中の湯ノ平温泉までは観光客も多い。
- 大石口（新潟県岩船郡関川村)：大石ダム-大熊尾根、権内尾根。米坂線越後下関駅下車バスあり。

### 登山口付近にある登山小屋
- 御沢野営場（福島県喜多方市）
- 大日杉登山小屋（山形県飯豊町）

### 登山道上にある登山小屋
- 三国岳避難小屋（福島県喜多方市）
- 切合避難小屋（福島県喜多方市）
- 飯豊山避難小屋　別称：本山小屋（福島県喜多方市）
- 祓川山荘（福島県西会津町）
- 湯の平山荘（新潟県新発田市）
- 梅花皮小屋  (山形県小国町)
- 門内小屋（新潟県胎内市）
- 頼母木小屋（新潟県胎内市）
- 御西小屋（新潟県阿賀町）
- 朳差小屋（新潟県関川村）

## 参考画像

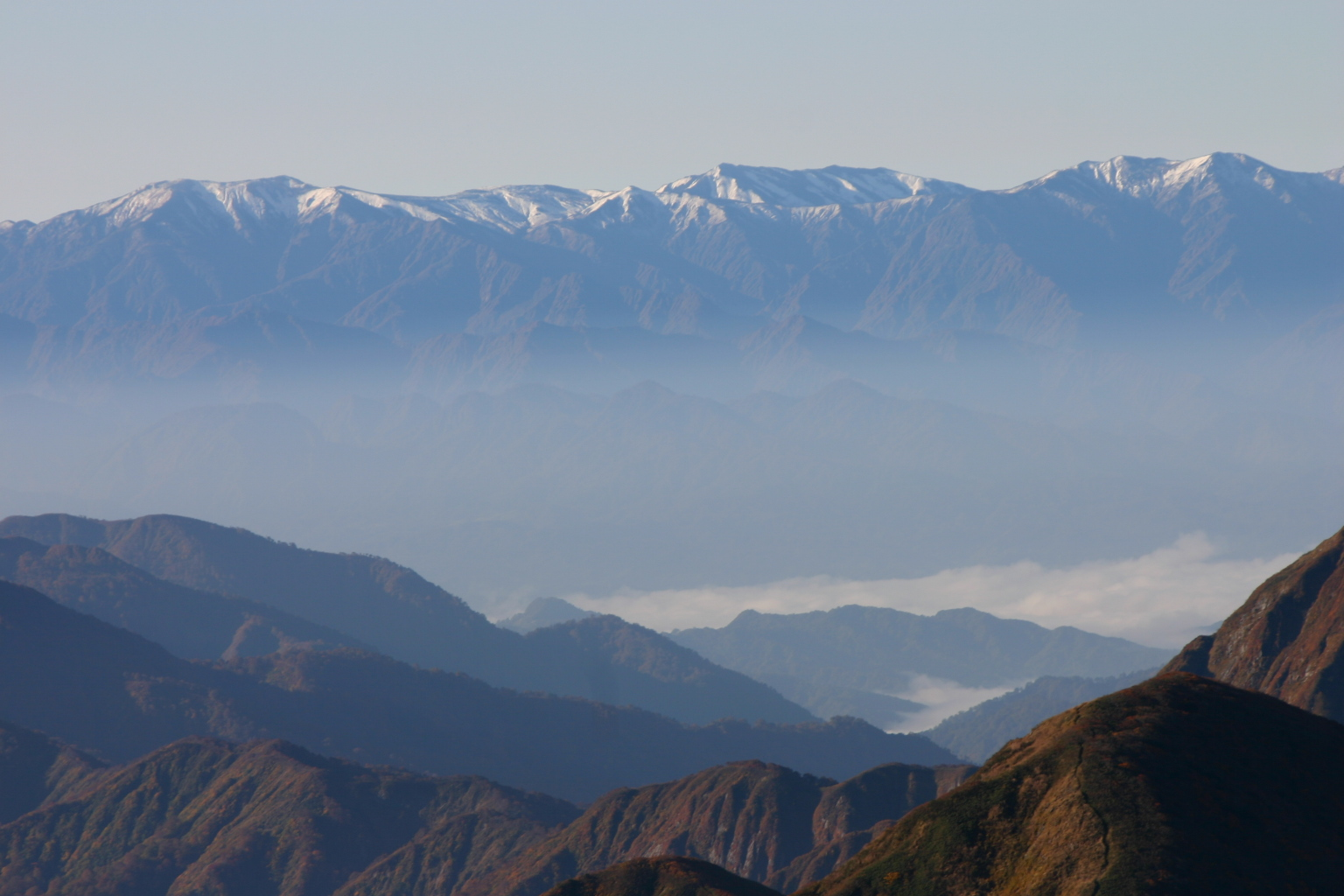
大朝日岳から飯豊本山と大日岳を望む
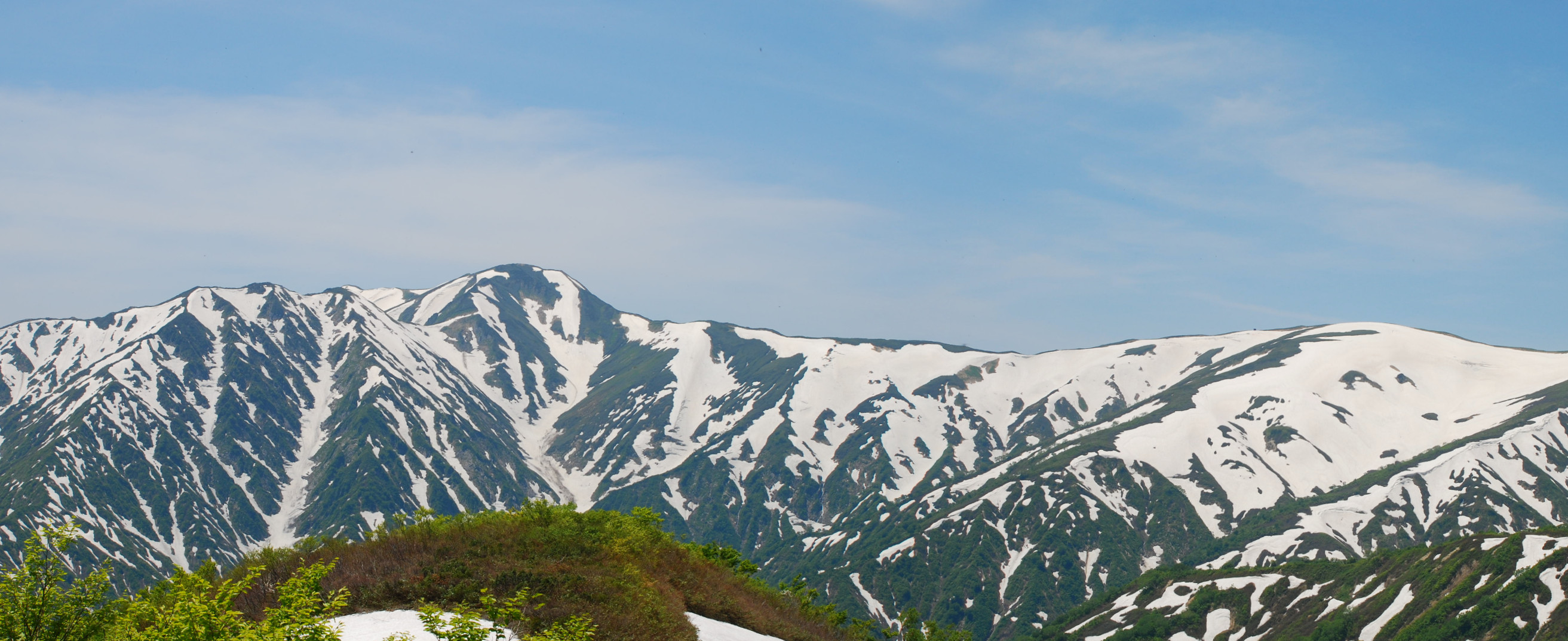
疣岩山から大日岳と御西岳を望む
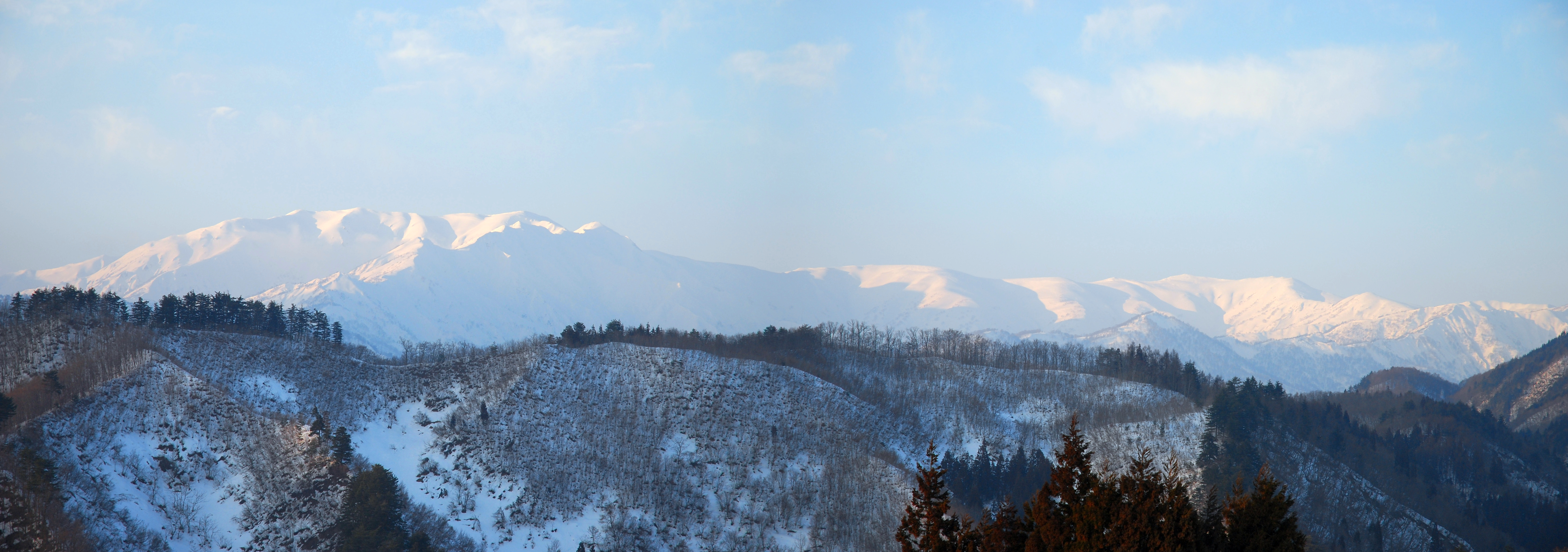
厳冬の飯豊連峰
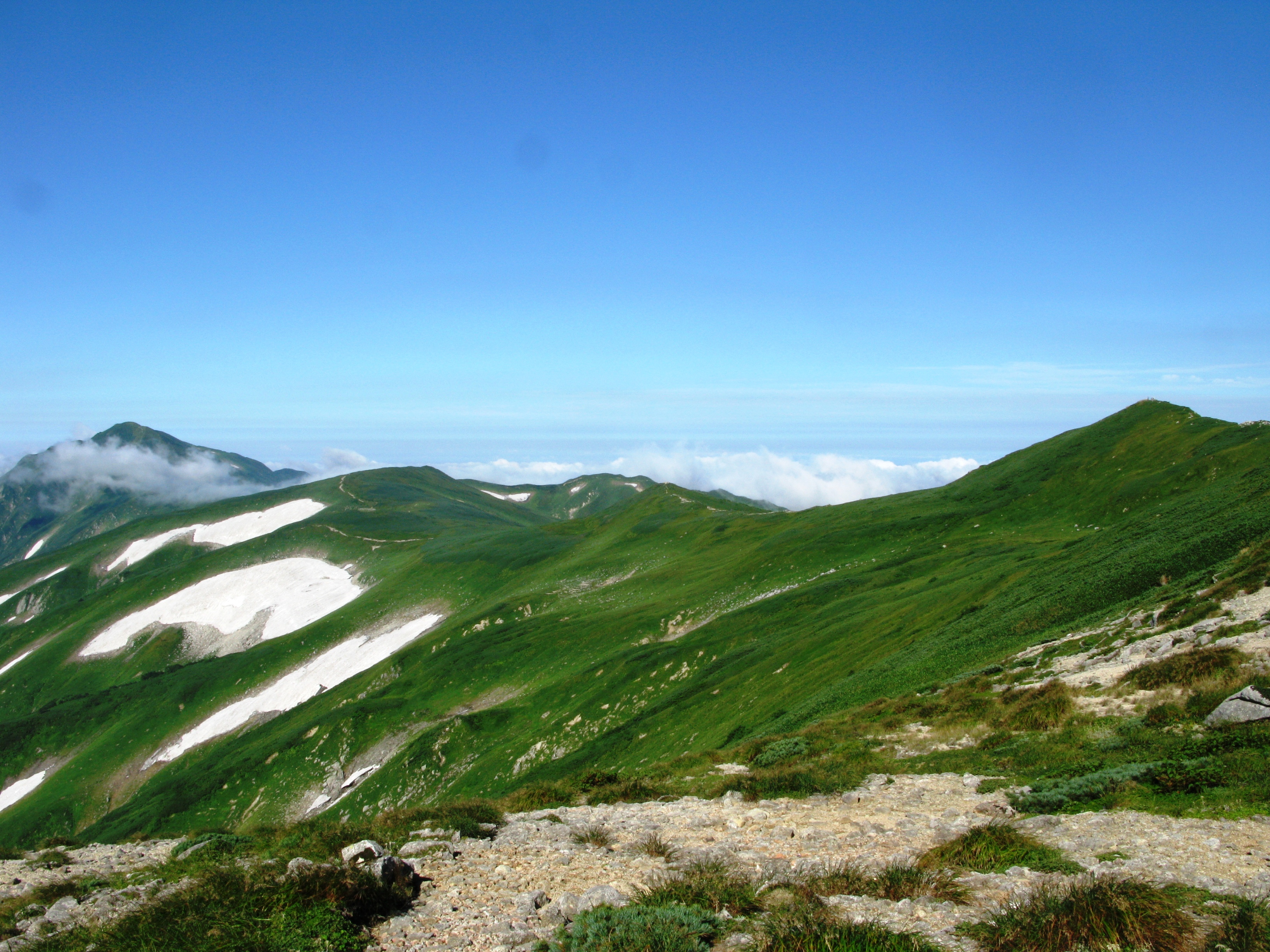
右が飯豊本山、中央左が御西岳、左が大日岳
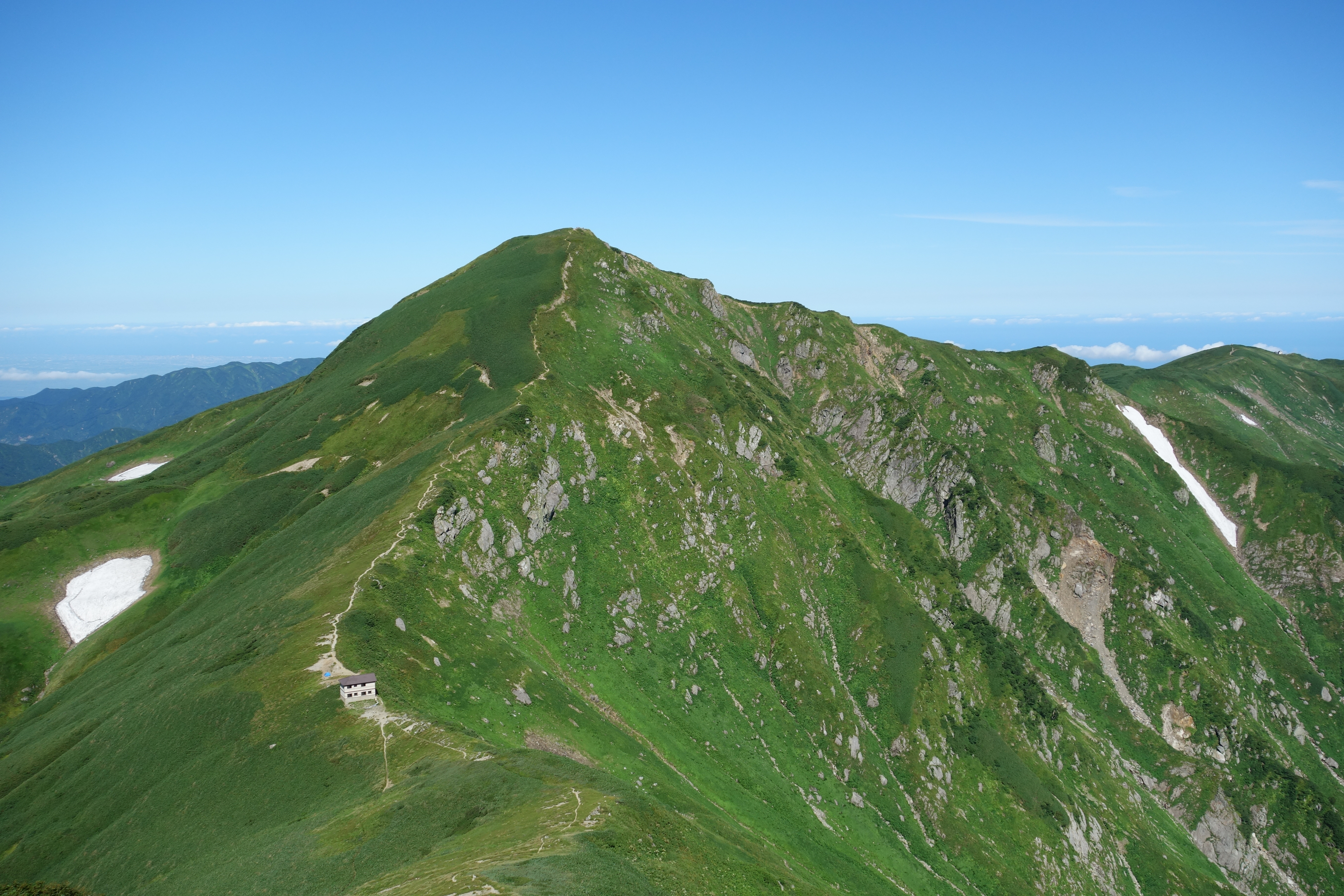
梅花皮岳から見た北股岳（手前は梅花皮小屋）
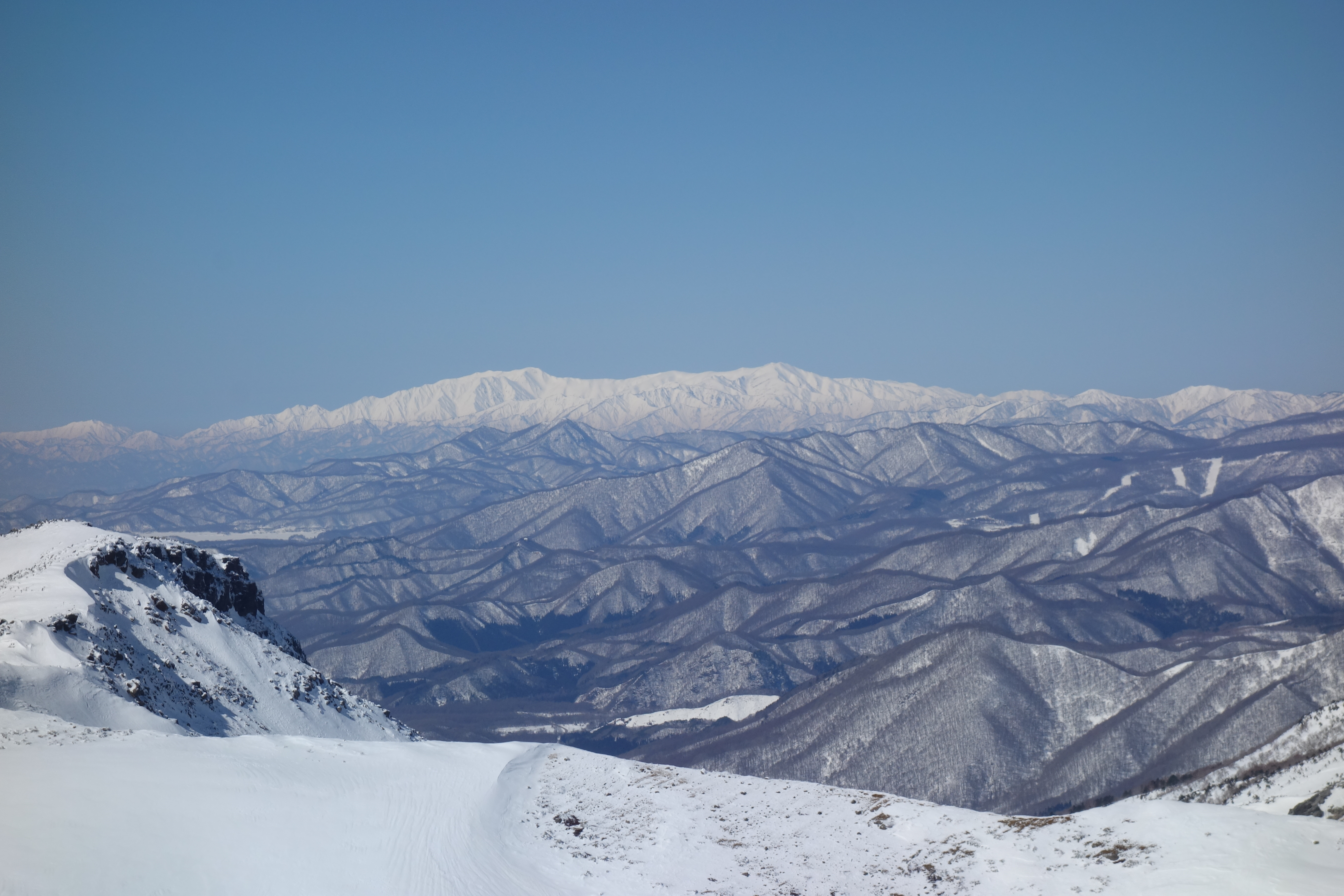
安達太良山から見た厳冬の飯豊連峰